# Język manda (australijski)
Język manda – prawie wymarły język Aborygenów z Terytorium Północnego, należący do języków wagaydy.
Na początku lat 80. XX wieku szacowano, że ok. 25 osób posługiwało się tym językiem.